# Абый
Абый (якут. Абый) — село, центр сельского поселения Абыйский наслег в Абыйском улусе Якутии.

## География
Село расположено за Северным полярным кругом, в 70 км к юго-западу от посёлка Белая Гора (центра Абыйского улуса).

## Население
| 1939 | 1989 | 2002 | 2010 | 2021 |
| ---- | ---- | ---- | ---- | ---- |
| 511  | ↗600 | ↘498 | ↘491 | ↘483 |

## История
Село основано в 1794.

## Экономика и культура
Основу экономики наслега составляет сельское хозяйство. Главные отрасли — животноводство (мясное табунное коневодство, мясо-молочное скотоводство), пушной промысел и рыболовство.
В селе имеются сельский дом культуры (введён в 1976 году), библиотека, средняя школа (Абыйская средняя школа им. А. Е. Слепцова; введена в 1988 году), детский сад (введён в 2006 году), участковая больница (введена в 1997 году), центральная усадьба коллективного государственного предприятия «Алгыс», ведущего традиционные отрасли хозяйства — оленеводство и промыслы (рыбный и пушной).
Единственным предприятием телефонной связи является филиал ОАО «Сахателеком».

## Транспорт
Перевозка пассажиров воздушным транспортом осуществляется летом 3 раза в неделю с участком Дёску. Зимой до улусного центра можно добраться автомобильным транспортом (автозимником).